# Alessio Agliardi

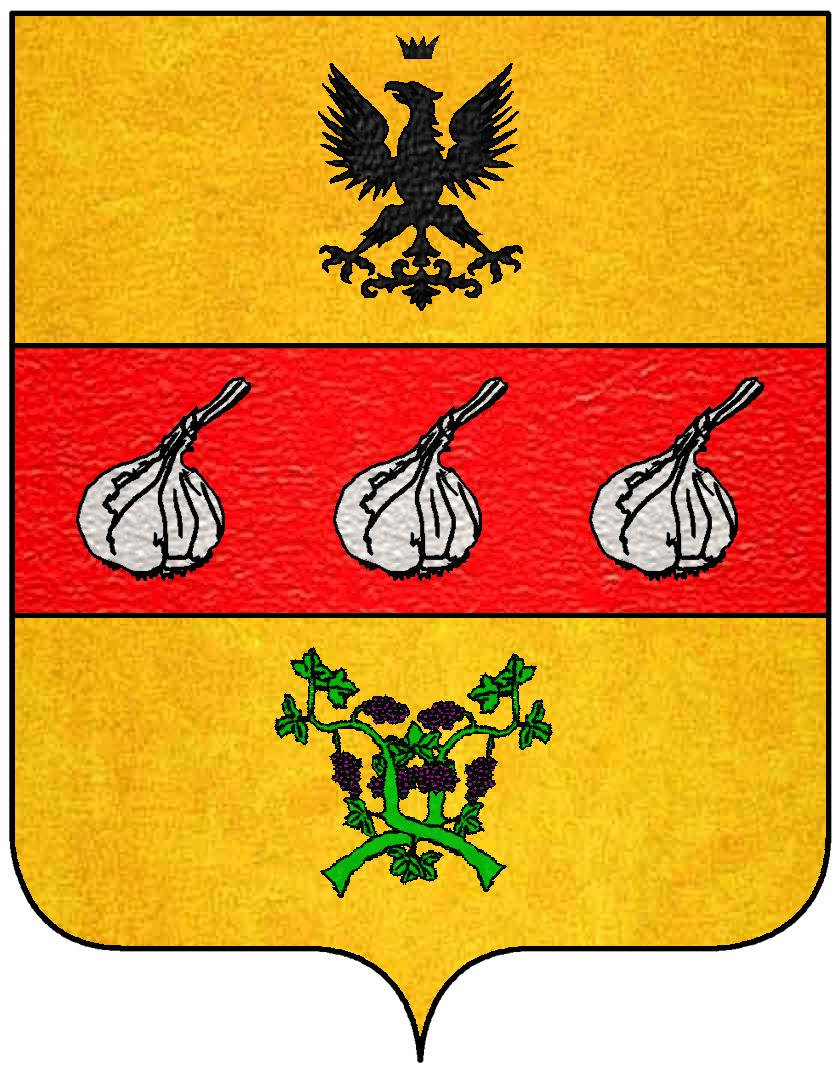
Stemma Agliardi

Alessio Agliardi o  Alexius bergomensis, Bergomensis oppure Alexium Arcensem civem Bergomatem o Alessio da Bergamo, (Arcene, 1443 – 1526) è stato un ingegnere e architetto italiano, nato nella prima metà del quindicesimo secolo.

## Biografia

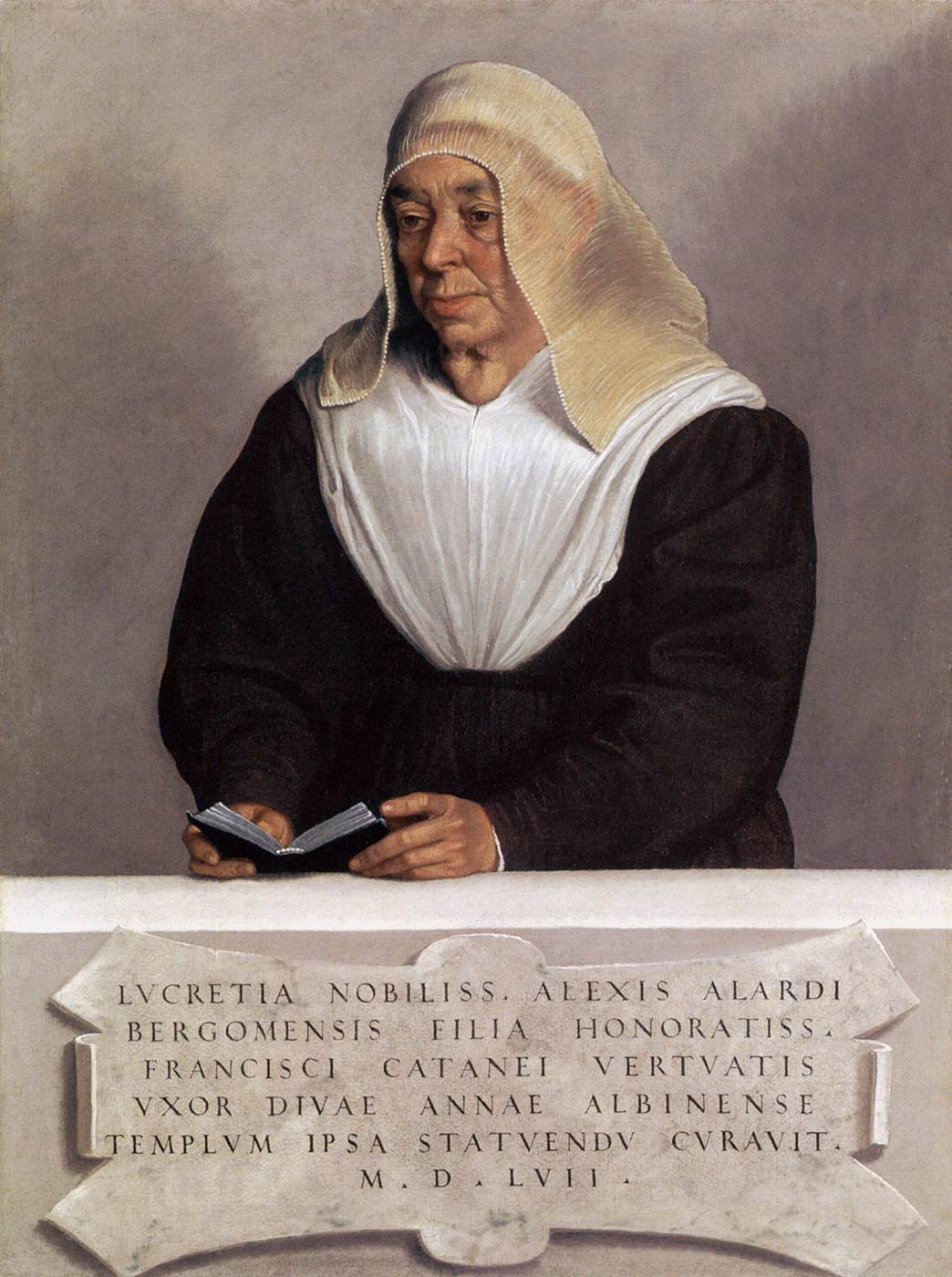
Giovanni Battista Moroni - Lucrezia Agliardi-Badessa figlia di Alessio Agliardi

Alessio Agliardi, figlio di Bonifacio, dell'antica famiglia Agliardi risulterebbe anche indicato come Alessio il Vecchio, per distinguerlo da Alessio Agliardi il Giovane, personaggio inesistente il cui nome doveva invece essere o Bonifacio o Antonio essendo questi tra i suoi figli, quelli che proseguirono la sua attività.
Sposò Zaccarina Benaglio figlia di Galeazzo nel 1465 dalla quale ebbe nove figli: Bonifacio che lavorò come ingegnere presso i marchesi di Monferrato, Giuniforte, Giovanni, Antonio, Lucrezia, che rimasta vedova di Francesco Vertova, fondò il Monastero di Sant'Anna di Albino, il cui ritratto venne realizzato da Giovan Battista Moroni, Paganina, Caterina, e Ludovico morto in tenera età, nomi che lo legavano alla famiglia Barzizza, egli era infatti nipote di Gasparino Barzizza e cugino di Guiniforte Barzizza noti umanisti. I nomi dei suoi figli, vengono citati nel suo primo testamento datato 1495.
Risulta fosse residente con la famiglia dal 1483, presso il palazzo dei conti Bartolomeo e Giovanni Davide Brembati in via san Lorenzino 13 in Città Alta, palazzo che secondo una ricerca del dottor Gianmario Petrò potrebbe essere l'Agliardi stesso il progettista.
A Perugia da fra Luca Pacioli prese lezioni di matematica, ebbe probabili contatti con il Bramante quando nel 1477 questi lavorò per il palazzo del Podestà mentre suo allievo fu Pietro Cleri, tanto che alcuni monumenti che erano stati all'Isabello assegnati, nella realtà probabilmente di questi sembra che fosse stato solo il costruttore su progetto dell'Agliardi.
Il suo ultimo testamento è del 1521 anno che si considera sia quello della sua morte.

## Opere

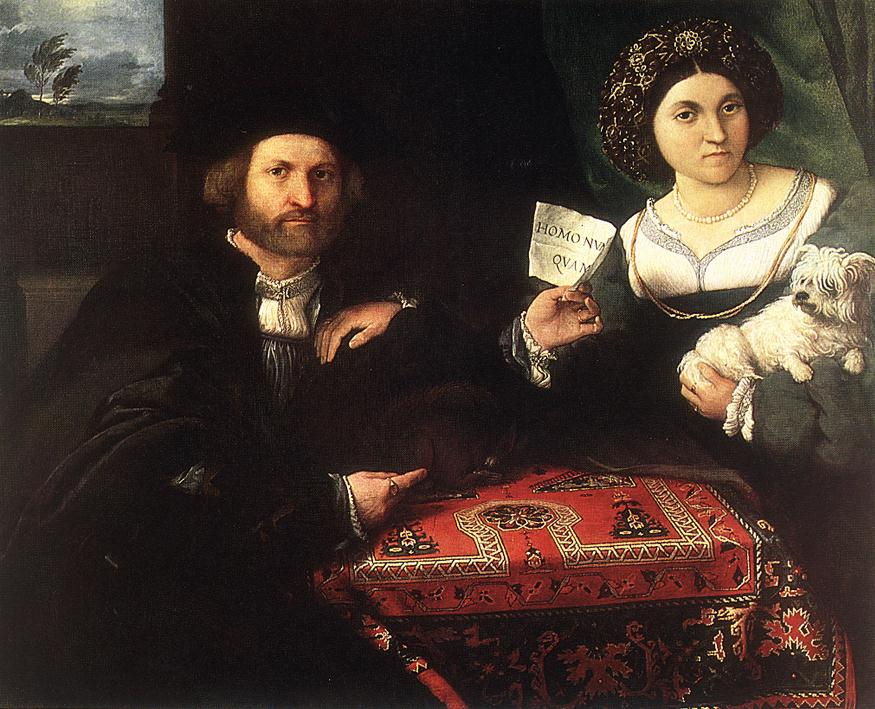
Lorenzo Lotto - Antonio Agliardi e Apollonia Casotti

Fin da giovane fu al servizio del condottiero Bartolomeo Colleoni, diventandone amico, questo lo incaricò a partecipare come consigliere alla costruzione della Cappella Colleoni, ad avere incarichi per opere idrauliche, e la nomina tra gli amministratori del luogo Pio della Pietà indicato nel testamento del condottiero, per lui e per i suoi discendenti, nonché governatore dei castelli di Romano di Lombardia, Martinengo e Malpaga, cosa non da poco avendo solo 32 anni l'Agliardi quando morì il Colleoni.
Dal 1477 al 1515 fece parte degli amministratori della città di Bergamo, membro dell'Amministrazione della Misericordia dal 1472 al marzo 1473, facendo parte degli incaricati a trattare con il Colleoni per la costruzione della propria Cappella che doveva sorgere dove fu distrutta la sagrestia della Basilica di Santa Maria Maggiore nel 1472. Trattative che non consentirono la ricostruzione della parte distrutta, ma obbligarono il condottiero ad occuparsi personalmente della costruzione della sua cappella funebre.
Dell'Agliardi importanti furono le opere idrauliche, egli fu progettista del 1481 della roggia del Raso, presso via Gabriele Camozzi a Bergamo e la cisterna in piazza del Mercato delle Scarpe ancora visibile. Realizzò opere idrauliche in Veneto e lavori in piazza San Marco dal 1488 al 1495: sicuramente la più importante fu la regolazione della foce del fiume Brenta la cui piena causava l'impantanare della laguna. 
Gli anni dal 1502 al 1507 lo videro dirigere i lavori per la costruzione del nuovo alveo del Brenta e gli argini del Piave, lavori che non sempre erano approvati dagli altri ingegneri matematici ma che ebbero sempre il sostegno del Doge. Per le sue capacità venne incaricato di seguire la vertenza tra Milano e Venezia per il riparto delle acque dell'Adda.
La sua collaborazione venne richiesta anche dal Duca di Mantova Francesco Gonzaga nel 1493.
Mentre l'autorizzazione per la sua collaborazione per i lavori al tiburio del Duomo di Milano, chiesta da Ludovico il Moro non venne autorizzata dal doge Agostino Barbarigo, sembra che questi fosse tanto geloso del suo ingegnere da esiliarlo in Dalmazia quando nel 1509 venne richiesta la sua professionalità dal re di Francia.